# Думіничі (Калінінградська область)
Думіничи (рос. Думиничи) — селище Німанського району, Калінінградської області Росії. Входить до складу Жилінського сільського поселення.
Населення —  27 осіб (2015 рік). 